# Giarre Calcio 1992-1993
Questa pagina raccoglie le informazioni riguardanti il Giarre Calcio nelle competizioni ufficiali della stagione 1992-1993.

## Rosa
| N. |                   | Ruolo | Calciatore          |
| -- | ----------------- | ----- | ------------------- |
|    | Italia (bandiera) | D     | Simone Airoldi      |
|    | Italia (bandiera) | D     | Armando Biviano     |
|    | Italia (bandiera) | C     | Antonio Bucciarelli |
|    | Italia (bandiera) | D     | Trionfo Carnà       |
|    | Italia (bandiera) | C     | Stefano Dalla Costa |
|    | Italia (bandiera) | D     | Filippo Dal Moro    |
|    | Italia (bandiera) | P     | Fabio Finucci       |
|    | Italia (bandiera) | A     | Alessandro Lupo     |
|    | Italia (bandiera) | C     | Carmelo Mancuso     |
|    | Italia (bandiera) | D     | Mauro Mayer         |

| N. |                   | Ruolo | Calciatore            |
| -- | ----------------- | ----- | --------------------- |
|    | Italia (bandiera) | C     | Walter Monaco         |
|    | Italia (bandiera) | D     | Fabio Mosca           |
|    | Italia (bandiera) | A     | Pasquale Sanseverino  |
|    | Italia (bandiera) | P     | Orazio Sapienza       |
|    | Italia (bandiera) | P     | Cristiano Scalabrelli |
|    | Italia (bandiera) | C     | Salvatore Tarantino   |
|    | Italia (bandiera) | A     | Onelio Tavolieri      |
|    | Italia (bandiera) | D     | Paolo Tomasoni        |
|    | Italia (bandiera) | C     | Giuseppe Tramontana   |
|    | Italia (bandiera) | A     | Alvaro Zian           |

## Risultati

### Campionato

#### Girone di andata
| 30 agosto 1992 1ª giornata | Giarre | 2 – 1 | Perugia |  |

| 6 settembre 1992 2ª giornata | Avellino | 0 – 2 | Giarre |  |

| 13 settembre 1992 3ª giornata | Giarre | 1 – 0 | Casarano |  |

| 20 settembre 1992 4ª giornata | Siracusa | 1 – 1 | Giarre |  |

| 27 settembre 1992 5ª giornata | Giarre | 0 – 0 | Barletta |  |

| 4 ottobre 1992 6ª giornata | Palermo | 2 – 0 | Giarre |  |

| 18 ottobre 1992 7ª giornata | Giarre | 3 – 3 | Acireale |  |

| 25 ottobre 1992 8ª giornata | Lodigiani | 0 – 0 | Giarre |  |

| Arbitro: | Bertocci (Genova) |

|                                                           |           |                  |
| Simone Airoldi 3’ Carmelo Mancuso 57’ Alessandro Lupo 65’ | Marcatori | 84’ Davide Ricci |

| 8 novembre 1992 10ª giornata | Catania | 0 – 1 | Giarre |  |

| 15 novembre 1992 11ª giornata | Chieti | 0 – 2 | Giarre |  |

| 22 novembre 1992 12ª giornata | Giarre | 1 – 1 | Reggina |  |

| 29 novembre 1992 13ª giornata | Messina | 1 – 0 | Giarre |  |

| 16 dicembre 1992 14ª giornata | Giarre | 0 – 0 | Salernitana |  |

| 13 dicembre 1992 15ª giornata | Giarre | 1 – 0 | Potenza |  |

| 20 dicembre 1992 16ª giornata | Ischia Isolaverde | 2 – 0 | Giarre |  |

| 27 dicembre 1992 17ª giornata | Giarre | 1 – 0 | Casertana |  |

#### Girone di ritorno
| 24 gennaio 1993 18ª giornata | Perugia | 1 – 1 | Giarre |  |

| 31 gennaio 1993 19ª giornata | Giarre | 1 – 0 | Avellino |  |

| 7 febbraio 1993 20ª giornata | Casarano | 2 – 0 | Giarre |  |

| 14 febbraio 1993 21ª giornata | Giarre | 1 – 0 | Siracusa |  |

| 21 febbraio 1993 22ª giornata | Barletta | 1 – 0 | Giarre |  |

| 7 marzo 1993 23ª giornata | Giarre | 1 – 2 | Palermo |  |

| 14 marzo 1993 24ª giornata | Acireale | 0 – 0 | Giarre |  |

| 21 marzo 1993 25ª giornata | Giarre | 2 – 0 | Lodigiani |  |

| Arbitro: | Rossi (Rovigo) |

|                                                    |           |                          |
| Massimiliano Calcagno 2’ Orazio Liberato Mitri 63’ | Marcatori | 81’ Pasquale Sanseverino |

| 4 aprile 1993 27ª giornata | Giarre | 2 – 0 | Catania |  |

| 18 aprile 1993 28ª giornata | Giarre | 3 – 1 | Chieti |  |

| 25 aprile 1993 29ª giornata | Reggina | 0 – 0 | Giarre |  |

| 2 maggio 1993 30ª giornata | Giarre | 0 – 0 | Messina |  |

| 9 maggio 1993 31ª giornata | Salernitana | 0 – 0 | Giarre |  |

| 16 maggio 1993 32ª giornata | Potenza | 1 – 1 | Giarre |  |

| 23 maggio 1993 33ª giornata | Giarre | 0 – 0 | Ischia Isolaverde |  |

| 30 maggio 1993 34ª giornata | Casertana | 1 – 5 | Giarre |  |